# Список похованих на Першому Християнському цвинтарі
Перший Християнський цвинтар є одним з найвідоміших некрополів Одеси. Воно було утворено в 1790-ті році. За радянських часів його було зруйновано. Деякі могили Другого християнського цвинтаря було перенесено на інші кладовища. У даній статті представлений список значимих людей, похованих на Першому християнському цвинтарі.

## Історія

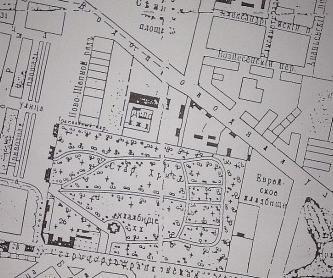
Частина плану міста Одеси із позначенням Першого Християнського цвинтаря

Перший Християнський цвинтар — комплекс кладовищ, існували з кінця XVII століття. Він включав в себе християнське, єврейське, мусульманське і караїмська кладовища. Поховання проводилися аж до знищення цвинтаря у 1930-х роках. За даякими даними, за цей період на цвинтарі було поховано близько 200 тисяч осіб. За роки існування кладовищі розширювалося — до початку ХХ століття воно займало 34 гектарів. У 1920-х роках кладовище стало приходити в запустіння через відсутність догляду, грабежів і цілеспрямованої руйнації. За рішенням більшовиків, надгробки кладовища стали розбирати, щоб звільнити місце для інших потреб. Доступні поховання грабували. У 1937 році на місці кладовища відкрили «Парк культури і відпочинку імені Ілліча» з танцмайданчиком, тиром, кімнатою сміху, атракціонами і зоопарком. За спогадами очевидців, в один із днів на початку 1930-х років, всі входи на кладовищі перекрили співробітники НКВС. Особливі працівники витягували труни з родових склепів і розкривали їх. Все награбоване реєстрували й укладали в мішки. Якщо труна була залізною, то вона вивозився на металобрухт, а останки з нього висипали на землю. Тільки в Україні заговорили про необхідність створення меморіалу на цій території. Однак, досі жодних значних робіт з цього приводу проведено не було.

## А
| Пам'ятник | Особа | Ім'я                                 | Роки життя                                       | Причина смерті | Дата поховання | Коментар | Пр.               |
| --------- | ----- | ------------------------------------ | ------------------------------------------------ | -------------- | -------------- | --- | ----------------- |
|           |       | Лев Абальник                         | ? — 1909                                         |                |                | фейлетоніст | [ 2 ]             |
|           |       | Професор Дмитро Абашев               | 1829 — 1880                                      |                |                | доктор агрономії, професор | [ 2 ]             |
|           |       | Михайло Агромов                      | ? — 1893                                         |                |                | актор і режисер | [ 2 ]             |
|           |       | Микола Алексоматі                    | 1848 — 1917                                      |                |                | художник | [ 2 ]             |
|           |       | Професор Олександр Алмазов           | 1859 — 1921                                      |                |                | доктор права, професор | [ 2 ]             |
|           |       | Граф Генерал-лейтенант Федір Алопеус | ? — 1862                                         |                |                | граф, одеський градоначальник (1856—1857), генерал-лейтенант | [ 2 ]             |
|           |       | Яків Альберт                         | ? — 1889                                         |                |                | поет та громадський діяч | [ 2 ]             |
|           |       | Костянтин Альбіновський              | 1838 — 1868                                      |                |                | письменник та журналіст, співробітник «Одеського вісника» | [ 2 ]             |
|           |       | Ераст Андрієвський                   | 27 (15 квітня) 1809 — 21 березня (2 квітня) 1872 |                |                | доктор медицини, епідеміолог, організатор першої в Європі грязелікарні на Куяльницькому лимані, повітовий лікар Одеського повіту, особистий лікар сім'ї Воронцових | [ 2 ] [ 3 ] [ 4 ] |

## Б
| Пам'ятник | Особа | Ім'я                             | Роки життя                        | Причина смерті                | Дата поховання  | Коментар | Пр.               |
| --------- | ----- | -------------------------------- | --------------------------------- | ----------------------------- | --------------- | -------- | ----------------- |
|           |       | Костянтин Базілі                 | 1809 — 1884                       |                               |                 |          | [ 5 ]             |
|           |       | Професор Дмитро Байков           | 1820 — 1869                       |                               |                 |          | [ 5 ]             |
|           |       | Генерал-майор Яків Баранович     | 1825 — 1888                       |                               |                 |          | ()                |
|           |       | Професор Микола Батуєв           | 1855 — 1917                       |                               |                 |          | [ 5 ]             |
|           |       | Полковник Володимир Березін      | 24 березня 1851 — 12 березня 1910 | Склероз серцевого м'язу       | 15 березня 1910 |          | [ 7 ]             |
|           |       | Олександр Бессель                | 1839 — 1870                       |                               |                 |          | [ 5 ]             |
|           |       | Матвій Бєлоусов                  | 1796 —                            |                               |                 |          | [ 5 ]             |
|           |       | Полковник Аполлон Бібер          | 13 вересня 1872 — 8 жовтня 1914   | Загинув у бою                 |                 |          | [ 7 ]             |
|           |       | Академік Петро Білярський        | 1819 — 1867                       |                               |                 |          | [ 5 ]             |
|           |       | Іван Бларамберг                  | 1778 — 31 грудня 1831             |                               |                 |          | [ 5 ] [ 8 ] [ 4 ] |
|           |       | Професор Магнус Блауберг         | 1866 — 1921                       |                               |                 |          | [ 5 ]             |
|           |       | Ніссон Блюменталь                | 1806 — 1902                       |                               |                 |          | [ 5 ]             |
|           |       | Професор Олександр Богдановський | 1832 — 1902                       |                               |                 |          | [ 5 ]             |
|           |       | Академік Микола Бодаревський     | 12 листопада 1850 — 1921          |                               |                 |          | [ 5 ] [ 4 ]       |
|           |       | Капітан Олександр Болтін         | 13 серпня 1832 — 22 квітня 1901   | Травма під час гасіння пожежі |                 |          | [ 5 ] [ 6 ] [ 4 ] |
|           |       | Олександр Борзенко               | 1847 — 1915                       |                               |                 |          | [ 5 ]             |
|           |       | Євген Борисов                    | 1853 — 1900                       |                               |                 |          | [ 5 ]             |
|           |       | Павло Борисов                    | 1850 — 1904                       |                               |                 |          | [ 5 ]             |
|           |       | Професор Петро Борисов           | 1864 — 1914                       |                               |                 |          | [ 5 ]             |
|           |       | Професор Едуарт Брамбілла        | 1883 — 1915                       |                               |                 |          | [ 5 ]             |
|           |       | Професор Генріх Брун             | 1806 — 1854                       |                               |                 |          | [ 5 ]             |
|           |       | Професор Пилип Брун              | 1804 — 1880                       |                               |                 |          | [ 5 ]             |
|           |       | Граф Пилип Брунов                | 1797 — 1875                       |                               |                 |          | [ 5 ]             |

## В
| Пам'ятник | Особа | Ім'я                                                     | Роки життя                         | Причина смерті | Дата поховання    | Коментар | Пр.         |
| --------- | ----- | -------------------------------------------------------- | ---------------------------------- | -------------- | ----------------- | -------- | ----------- |
|           |       | Професор Теофіл Вдовіковський                            | 1834 — 1916                        |                |                   |          | [ 5 ]       |
|           |       | Прапорщик Олександр Вегелін                              | 1795 — 1860                        |                |                   |          | [ 5 ] [ 4 ] |
|           |       | Професор Олександр Вериго                                | 1837 — 1905                        |                |                   |          | [ 5 ]       |
|           |       | Професор Гнат Відгальм                                   | 1835 — 1903                        |                |                   |          | [ 5 ]       |
|           |       | Полковник Емілій Віл'є де Ліль-Адан                      | 1843 — 31 серпня 1889              |                |                   |          | [ 5 ] [ 4 ] |
|           |       | Борис Вітте                                              | 17 липня 1848 — 12 січня 1902      |                |                   |          | [ 4 ]       |
|           |       | Професор Наполеон Луї Жозеф Жюль Вішневський де Турнефор | 1822 — 1876                        |                |                   |          | [ 5 ]       |
|           |       | Лев Влодек                                               | 1842 —                             |                |                   |          | [ 5 ]       |
|           |       | Професор Леопольд Воєводський                            | 1842 —                             |                |                   |          | [ 5 ]       |
|           |       | Професор Василь Войтковський                             | — 1904                             |                |                   |          | [ 5 ]       |
|           |       | Професор Михайло Вольський                               | — 1883                             |                |                   |          | [ 5 ]       |
|           |       | Підполковник Ілля Воронич                                | 1835 — 1906                        |                |                   |          | ()          |
|           |       | Князь Семен Воронцов                                     | 1823 — 1882                        |                |                   |          | [ 5 ]       |
|           |       | Генерал-майор Костянтин Воронін                          | 2 березня 1831 — 17 листопада 1900 | Довга хвороба  | 20 листопада 1900 |          | [ 7 ]       |
|           |       | Князь Іван Вучіна                                        | 1833 — 1902                        |                |                   |          | [ 5 ]       |

## Г
| Пам'ятник | Особа | Ім'я                                | Роки життя                         | Причина смерті | Дата поховання | Коментар | Пр.               |
| --------- | ----- | ----------------------------------- | ---------------------------------- | -------------- | -------------- | -------- | ----------------- |
|           |       | Олена Ган (Фадєєва)                 | 11 січня 1814 — 6 липня 1842       |                | червень 1842   |          | [ 8 ] [ 5 ] [ 4 ] |
|           |       | Генерал-лейтенант Олександр Гейнс   | 1834 — 1892                        |                |                |          | [ 5 ]             |
|           |       | Людвіг Гейденрейх                   | 1846 — 1920                        |                |                |          | [ 5 ]             |
|           |       | Олександр Георгієвський             | 1854 — 1911                        |                |                |          | [ 5 ]             |
|           |       | Професор Христіан Гербановський     | 1854 — 1911                        |                |                |          | [ 5 ]             |
|           |       | Генерал-майор Микола Герсеванов     | 1809 — 1871                        |                |                |          | [ 5 ]             |
|           |       | Професор Семен Герцо-Віноградський  | 1844 — 1903                        |                |                |          | [ 5 ]             |
|           |       | Князь Василь Голіцин                | 1795 — 1856                        |                |                |          | [ 5 ]             |
|           |       | Князь Микола Голіцин                | 24 листопада 1817 — 9 вересня 1854 |                |                |          | [ 4 ]             |
|           |       | Олена Голіцина (Наришкіна)          | 1785 — 1855                        |                |                |          | [ 5 ]             |
|           |       | Герасим Головков                    | 1863 — 1909                        |                |                |          | [ 5 ]             |
|           |       | Генерал від артилерії Дмитро Гофман | 1 червня 1828 — 7 січня 1907       | Плеврит        | 10 січня 1907  |          | ()                |
|           |       | Професор Хаїм Гохман                | 1851 — 1906                        |                |                |          | [ 5 ]             |
|           |       | Генерал-лейтенант Аполлон Григор'єв | 22 січня 1847 — 17 серпня 1916     | Хвороба серця  | 19 серпня 1916 |          | [ 7 ]             |
|           |       | Генерал-майор Олександр Гур'єв      | 1796 — 1865                        |                |                |          | [ 5 ]             |

## Д
| Пам'ятник | Особа | Ім'я                                | Роки життя                                 | Причина смерті                                  | Дата поховання | Коментар                                                                         | Пр.          |
| --------- | ----- | ----------------------------------- | ------------------------------------------ | ----------------------------------------------- | -------------- | -------------------------------------------------------------------------------- | ------------ |
|           |       | Князь Василь Дабіжа                 | — 1902                                     |                                                 |                |                                                                                  | [ 5 ]        |
|           |       | Професор Тіт Дворніков              | 1862 — 28 жовтня 1922                      | Рак легень                                      |                | 20 травня 1935 року залишки були перепоховані на Другому Християнському цвинтарі | [ 10 ] [ 4 ] |
|           |       | Іван Демоль                         | 1780 — 1859                                |                                                 |                |                                                                                  | [ 5 ] [ 11 ] |
|           |       | Карл Десмет                         | 1751 — 1839                                |                                                 |                |                                                                                  | [ 12 ]       |
|           |       | Капітан судна Генріх Вельс Джиффард | 24 червня 1811 — 19 травня (1 червня) 1854 | Поранення гарматним ядром під час оборони Одеси | [ A 6 ]        |                                                                                  | [ 4 ]        |

## Е
| Пам'ятник | Особа | Ім'я                                 | Роки життя            | Причина смерті | Дата поховання | Коментар | Пр.   |
| --------- | ----- | ------------------------------------ | --------------------- | -------------- | -------------- | -------- | ----- |
|           |       | Генерал-лейтенант Микола Енгельгардт | 1799 — 27 лютого 1856 |                | 29 лютого 1856 |          | [ 7 ] |

## Ж
| Пам'ятник | Особа | Ім'я                   | Роки життя  | Причина смерті | Дата поховання | Коментар | Пр.         |
| --------- | ----- | ---------------------- | ----------- | -------------- | -------------- | -------- | ----------- |
|           |       | Віра Желіховська (Ган) | — 1886      |                | [ A 7 ]        |          | [ 8 ] [ 6 ] |
|           |       | Дмитро Журавський      | 1810 — 1856 |                |                |          | [ 5 ]       |

## З
| Пам'ятник | Особа | Ім'я                            | Роки життя                   | Причина смерті | Дата поховання | Коментар | Пр.    |
| --------- | ----- | ------------------------------- | ---------------------------- | -------------- | -------------- | --- | ------ |
|           |       | Контр-адмірал Іван Завадовський | 1780 — 1837                  |                |                | | [ 12 ] |
|           |       | Професор Олександр Загоровський | 1850 — 1916                  |                |                | | [ 5 ]  |
|           |       | Професор Костянтин Зеленецький  | 1812 — 1858                  |                |                | | ()     |
|           |       | Професор Микола Зеленецький     | 1859 — 1923                  |                |                | | [ 5 ]  |
|           |       | Павло Зелений                   | 1843 — 1909                  |                |                | | [ 5 ]  |
|           |       | Генерал-лейтенант Павло Зеленой | 5 січня 1833 — 10 січня 1909 |                |                | За бажанням дочок Зеленого прах їх батька та матері був пізніше перепохований в садибі князів Путятіних Високе | [ 4 ]  |
|           |       | Професор Василь Золотов         | 1804 — 1882                  |                |                | | [ 5 ]  |
|           |       | Георг Зонтаг                    | 1786 — 1841                  |                |                | | [ 5 ]  |

## І
| Пам'ятник | Особа | Ім'я                              | Роки життя                | Причина смерті | Дата поховання | Коментар                                                                  | Пр.          |
| --------- | ----- | --------------------------------- | ------------------------- | -------------- | -------------- | ------------------------------------------------------------------------- | ------------ |
|           |       | Контр-адмірал Олександр Ігнатьєв  | бл. 1822 — 27 грудня 1897 |                |                |                                                                           | [ 4 ]        |
|           |       | Професор Сергій Іловайський       | 1861 — 1907               |                |                |                                                                           | [ 5 ]        |
|           |       | Димитріос Інглезі                 | — 1846                    |                |                |                                                                           | [ 5 ]        |
|           |       | Генерал від інфантерії Іван Інзов | 1768 — 27 травня 1845     |                |                | У грудні 1846 року був перепохований у місті Болград у власному мавзолеї. | [ 8 ] [ 13 ] |

## Й
| Пам'ятник | Особа | Ім'я              | Роки життя  | Причина смерті | Дата поховання | Коментар | Пр.   |
| --------- | ----- | ----------------- | ----------- | -------------- | -------------- | -------- | ----- |
|           |       | Пантелеймон Йодко | 1824 — 1891 |                |                |          | [ 5 ] |

## К
| Пам'ятник | Особа | Ім'я                                          | Роки життя                                  | Причина смерті                | Дата поховання     | Коментар                                                                         | Пр.          |
| --------- | ----- | --------------------------------------------- | ------------------------------------------- | ----------------------------- | ------------------ | -------------------------------------------------------------------------------- | ------------ |
|           |       | Професор Геннадій Казарінов                   | — 1917                                      |                               |                    |                                                                                  | [ 5 ]        |
|           |       | Полковник Петро Казарінов                     | 1853 — 4 лютого 1916                        | Відтік легень і паралич серця | 7 лютого 1916      |                                                                                  | [ 7 ]        |
|           |       | Граф Генерал від інфантерії Микола Каменський | 1776 — 1811                                 |                               |                    |                                                                                  | [ 5 ]        |
|           |       | Князь Генерал-майор Микола Кантакузен         | 1763 — 1841                                 |                               |                    |                                                                                  | [ 5 ] [ 14 ] |
|           |       | Професор Корнелій Карастельов                 | 1829 — 1886                                 |                               |                    |                                                                                  | [ 5 ]        |
|           |       | Павло Кардіновський                           | 1841 — 1912                                 |                               |                    |                                                                                  | [ 5 ]        |
|           |       | Вільгельм Карлгоф                             | 1796 — 1841                                 |                               |                    |                                                                                  | [ 5 ]        |
|           |       | Олександр Картомишев                          | 1817 — 1894                                 |                               |                    |                                                                                  | [ 5 ]        |
|           |       | Михайло Кірьяков                              | 1766 — 1825                                 |                               |                    |                                                                                  | [ 5 ]        |
|           |       | Михайло Кірьяков                              | 23 травня 1810 — 23 липня 1839              |                               | Туберкульоз легень |                                                                                  | [ 5 ] [ 4 ]  |
|           |       | Дмитро Клімов                                 | 1850 — 1917                                 |                               |                    |                                                                                  | [ 5 ]        |
|           |       | Михайло Комаров                               | 1844 — 1913                                 |                               |                    |                                                                                  | [ 5 ]        |
|           |       | Професор Олександр Кононович                  | 1850 — 1910                                 |                               |                    |                                                                                  | [ 5 ]        |
|           |       | Академік Киріак Костанді                      | 21 вересня (3 жовтня) 1852 — 31 жовтня 1921 | Хвороба                       |                    | 20 травня 1935 року залишки були перепоховані на Другому Християнському цвинтарі | [ 15 ] [ 4 ] |
|           |       | Сергій Костін                                 | 1869 — 1905                                 |                               |                    |                                                                                  | [ 5 ]        |
|           |       | Василь Корнієнко                              | 1867 — 1904                                 |                               |                    |                                                                                  | [ 5 ]        |
|           |       | Професор Олексій Коротнєв                     | 1869 — 1905                                 |                               |                    |                                                                                  | [ 5 ]        |
|           |       | Професор Олександр Кочубинський               | 3 листопада 1845 — 25 травня 1907           |                               |                    |                                                                                  | ()           |
|           |       | Професор Микола Красносєльцев                 | 1845 — 1898                                 |                               |                    |                                                                                  | [ 5 ]        |
|           |       | Полковник Микола Крестинський                 | 1832 — 1877                                 |                               |                    |                                                                                  | [ 6 ]        |
|           |       | Данило Крижановський                          | 1856 — 1894                                 |                               |                    |                                                                                  | [ 5 ]        |
|           |       | Професор Олександр Кудрявцев                  | 1840 — 1888                                 |                               |                    |                                                                                  | [ 5 ]        |
|           |       | Павло Кульшин                                 | 1809 — 1880                                 |                               |                    |                                                                                  | [ 5 ]        |
|           |       | Лев Купернік                                  | 1845 — 1904                                 |                               |                    |                                                                                  | [ 5 ]        |
|           |       | Професор Микола Курляндцев                    | 1802 — 1835                                 |                               |                    |                                                                                  | [ 5 ]        |
|           |       | Генерал від інфантерії Микола Кутневич        | 11 грудня 1837 — 5 листопада 1915           | Хронічний міокардит           | 7 листопада 1915   |                                                                                  | [ 7 ] [ 12 ] |
|           |       | Полковник Євген Кучеровський                  | 1855 — 2 серпня 1915                        | Паралич серця                 | 5 серпня 1915      |                                                                                  | [ 7 ]        |

## Л
| Пам'ятник | Особа | Ім'я                                              | Роки життя                    | Причина смерті | Дата поховання | Коментар | Пр.   |
| --------- | ----- | ------------------------------------------------- | ----------------------------- | -------------- | -------------- | -------- | ----- |
|           |       | Карл фон Лаглер                                   | 1842 — 1914                   |                |                |          | [ 5 ] |
|           |       | Професор Микола Ланґе                             | 1842 — 1914                   |                |                |          | [ 5 ] |
|           |       | Єлизавета Ланжерон                                | — 27 жовтня 1873              |                |                |          | [ 4 ] |
|           |       | Професор Василь Лапшин                            | 1809 — 1888                   |                |                |          | [ 5 ] |
|           |       | Професор Дмитро Лебедєв                           | — 1892                        |                |                |          | [ 5 ] |
|           |       | Михайло Лекс                                      | 1793 — 1856                   |                |                |          | [ 5 ] |
|           |       | Микола Лєнц                                       | 23 квітня 1830 — 4 січня 1907 |                |                |          | ()    |
|           |       | Федір Леонтович                                   | 1830 — 1906                   |                |                |          | [ 5 ] |
|           |       | Павло Лессар                                      | — 1905                        |                |                |          | [ 5 ] |
|           |       | Професор Валер'ян Лигін                           | 1846 — 1900                   |                |                |          | ()    |
|           |       | Професор Володимир Ліновський                     | 1818 — 1863                   |                |                |          | [ 5 ] |
|           |       | Підполковник Іван Ліпранді                        | 1790 — 1880                   |                |                |          | [ 5 ] |
|           |       | Генерал-лейтенант Павло Ліпранді                  | 1796 — 1864                   |                |                |          | [ 5 ] |
|           |       | Григорій Лішин                                    | 1854 — 1888                   |                |                |          | [ 5 ] |
|           |       | Професор Микола Лоран                             | 1820 — 1892                   |                |                |          | [ 5 ] |
|           |       | Професор Яків Лук'янов                            | — 1860                        |                |                |          | [ 5 ] |
|           |       | Граф Генерал від інфантерії Александер фон Людерс | 1790 — 1 лютого 1874          |                | 3 лютого 1874  |          | [ 7 ] |

## М
| Пам'ятник | Особа | Ім'я                                  | Роки життя                      | Причина смерті | Дата поховання | Коментар | Пр.   |
| --------- | ----- | ------------------------------------- | ------------------------------- | -------------- | -------------- | -------- | ----- |
|           |       | Професор Михайло Малінін              | — 1885                          |                |                |          | [ 5 ] |
|           |       | Професор Фрідріх Мальман              | 1821 — 1899                     |                |                |          | [ 5 ] |
|           |       | Григоріос Маразлі (старший)           | 1780 — 1851                     |                |                |          | [ 5 ] |
|           |       | Генерал від кавалерії Андрій Мартинов | 27 червня 1838 — 17 травня 1913 |                | 24 травня 1913 |          | [ 7 ] |
|           |       | Професор Василь Массен                | 1860 — 1904                     |                |                |          | [ 5 ] |
|           |       | Генерал-лейтенант Леонід Михайлов     | 1834 — 1898                     |                |                |          | [ 6 ] |
|           |       | Микола Мілославський                  | 1811 — 1882                     |                |                |          | [ 5 ] |
|           |       | Професор Йосип Міхневич               | 1809 — 1885                     |                |                |          | [ 5 ] |
|           |       | Людвіг Млотковський                   | 1795 — 1855                     |                |                |          | [ 5 ] |
|           |       | Генерал-майор Григорій Морозов        | 1798 — 1857                     |                |                |          | [ 5 ] |
|           |       | Павло Морозов                         | 1808 — 1881                     |                |                |          | [ 5 ] |
|           |       | Марія Морська                         | 1872 — 1907                     |                |                |          | [ 5 ] |
|           |       | Генерал-майор Микола Мосолов          | 10 травня 1840 — 25 січня 1888  |                |                |          | [ 4 ] |
|           |       | Професор Василь Мочульський           | 1856 — 1920                     |                |                |          | [ 5 ] |
|           |       | Професор Микола Мурзакевич            | 21 квітня 1806 — 15 жовтня 1883 |                |                |          | ()    |

## Н
| Пам'ятник | Особа | Ім'я                       | Роки життя  | Причина смерті | Дата поховання | Коментар | Пр.   |
| --------- | ----- | -------------------------- | ----------- | -------------- | -------------- | -------- | ----- |
|           |       | Професор Олександр Набокіх | 1874 — 1920 |                |                |          | [ 5 ] |
|           |       | Василь Навроцький          | 1851 — 1911 |                |                |          | [ 5 ] |
|           |       | Професор Василь Надлер     | 1841 — 1895 |                |                |          | [ 5 ] |
|           |       | Професор Олександр Назімов | 1851 — 1902 |                |                |          | [ 5 ] |
|           |       | Михайло Нєвахович          | — 1849      |                |                |          | [ 5 ] |
|           |       | Олександр Негрі            | 1784 — 1854 |                |                |          | [ 5 ] |
|           |       | Євген Нєдєлін              | 1850 — 1913 |                |                |          | [ 5 ] |
|           |       | Олексій Нєдолін            | 1869 — 1901 |                |                |          | [ 5 ] |
|           |       | Професор Іван Некрасов     | 1836 — 1895 |                |                |          | [ 5 ] |
|           |       | Яків Новиков               | 1850 — 1912 |                |                |          | [ 5 ] |

## О
| Пам'ятник | Особа | Ім'я                                          | Роки життя                    | Причина смерті | Дата поховання | Коментар | Пр.   |
| --------- | ----- | --------------------------------------------- | ----------------------------- | -------------- | -------------- | -------- | ----- |
|           |       | Іван Орлай                                    | 1771 — 27 лютого 1829         |                |                |          | ()    |
|           |       | Генерал-майор Михайло Орлай                   | бл. 1804 — 26 січня 1879      |                |                |          | [ 4 ] |
|           |       | Граф Генерал від артилерії Дмитро Остен-Сакен | 1789 — 1881                   |                |                |          | [ 5 ] |
|           |       | Василь Островідов                             | 10 липня 1864 — 5 квітня 1921 |                |                |          | ()    |

## П
| Пам'ятник | Особа | Ім'я                                | Роки життя                         | Причина смерті          | Дата поховання | Коментар | Пр.         |
| --------- | ----- | ----------------------------------- | ---------------------------------- | ----------------------- | -------------- | -------- | ----------- |
|           |       | Професор Михайло Павловський        | 1810 — 1898                        |                         |                |          | [ 5 ]       |
|           |       | Професор Олексій Павловський        | 1865 — 1913                        |                         |                |          | [ 5 ]       |
|           |       | Микола С. Палаузов                  | 1776 — 1853                        |                         |                |          | [ 5 ]       |
|           |       | Микола Х. Палаузов                  | 1821 — 1899                        |                         |                |          | [ 5 ]       |
|           |       | Спиридон Палаузов                   | 1818 — 1872                        |                         |                |          | [ 5 ]       |
|           |       | Професор Іван Палімпсєєтов          | 1818 — 1901                        |                         |                |          | [ 5 ]       |
|           |       | Ніковул Панагіодор                  | 1764 — 1848                        |                         |                |          | [ 5 ]       |
|           |       | Костянтин Панкєєв                   | 1860 — 1908                        |                         |                |          | [ 5 ]       |
|           |       | Професор Іннокентій Патлаєвський    | 1839 — 1883                        |                         |                |          | [ 5 ]       |
|           |       | Олексій Пашков                      |                                    |                         |                |          | [ 8 ]       |
|           |       | Василь Пащенко                      | 1822 — 1891                        |                         |                |          | [ 5 ]       |
|           |       | Софія Переяславцева                 | 1849 — 1903                        |                         |                |          | [ 5 ]       |
|           |       | Професор Василь Петріашвілі         | 1845 — 1908                        |                         |                |          | [ 5 ]       |
|           |       | Генерал-лейтенант Віктор Петров     | 1820 — 1885                        |                         |                |          | [ 6 ]       |
|           |       | Олександр Петров                    | 1803 — 1887                        |                         |                |          | [ 5 ]       |
|           |       | Професор Володимир Петровський      | 1815 — 1887                        |                         |                |          | [ 5 ]       |
|           |       | Професор Антон Піллер               | 1815 — 1887                        |                         |                |          | [ 5 ]       |
|           |       | Генерал-лейтенант Леонід Плехневич  | 1829 — 1886                        |                         |                |          | [ 5 ]       |
|           |       | Секунд-майор Вітторіо Амадео Поджіо | 1767 — 1812                        |                         | 1812           |          | [ 8 ] [ 5 ] |
|           |       | Ідалія Полетіка (де Обертей)        | 23 квітня 1805 — 27 листопада 1890 |                         | [ A 12 ]       |          | ()          |
|           |       | Калліпсо Поліхроні                  | 1804 — 1827                        |                         |                |          | [ 5 ]       |
|           |       | Олександр Попандопуло               | — 1910                             |                         |                |          | [ 5 ]       |
|           |       | Академік Олександр Попов            | 1852 — 1919                        |                         |                |          | [ 5 ]       |
|           |       | Граф Жак Порро                      |                                    |                         |                |          | [ 8 ]       |
|           |       | Професор Володимир Преображенський  | 1846 — 1905                        |                         |                |          | [ 5 ]       |
|           |       | Микола Протопопов                   | 1816 — 1861                        |                         |                |          | [ 5 ]       |
|           |       | Майор Лев Пушкін                    | 17 квітня 1805 — 19 липня 1852     | Розлад дихальних шляхів | 21 липня 1852  |          | [ 7 ]       |
|           |       | Генерал-майор Іван Пущін            | 27 травня 1793 — 30 вересня 1844   |                         |                |          | [ 4 ]       |
|           |       | Генерал-майор Павло Пущін           | червень 1785 — 23 липня 1865       | Старість                | 25 липня 1865  |          | [ 7 ] [ 4 ] |

## Р
| Пам'ятник | Особа | Ім'я                                   | Роки життя                      | Причина смерті | Дата поховання   | Коментар | Пр.               |
| --------- | ----- | -------------------------------------- | ------------------------------- | -------------- | ---------------- | -------- | ----------------- |
|           |       | Осип Рабинович                         | 1816 — 1869                     |                |                  |          | [ 5 ]             |
|           |       | Генерал від інфантерії Федір Радецький | 1820 — 14 січня 1890            | Порок серця    | 18 січня 1890    |          | [ 7 ]             |
|           |       | Професор Артем Рафалович               | 1816 — 1851                     |                |                  |          | [ 5 ]             |
|           |       | Маврикій Рейнгарц                      | 1860 — 1915                     |                |                  |          | [ 5 ]             |
|           |       | Барон Іван Рено                        | — 1845                          |                |                  |          | [ 5 ]             |
|           |       | Професор Василь Репяхов                | 1852 — 1905                     |                |                  |          | [ 5 ]             |
|           |       | Михайло де Рібас                       | 15 березня 1808 — 3 квітня 1882 |                | [ A 13 ]         |          | ()                |
|           |       | Прем'єр-майор Фелікс де Рібас          | 1769 — 23 липня 1845            |                | [ A 14 ] [ A 2 ] |          | [ 5 ] [ 7 ] [ 4 ] |
|           |       | Іван Рібоп'єр                          | бл. 1750 — 11 грудня 1790       |                | [ A 16 ]         |          | [ 5 ] [ 4 ]       |
|           |       | Професор Людвіг Рішаві                 | 1851 — 1915                     |                |                  |          | [ 5 ]             |
|           |       | Перікліс Родоконакіс                   | 1840 — 1899                     |                |                  |          | [ 6 ]             |
|           |       | Теодорос Родоконакіс                   | — 1882                          |                |                  |          | [ 5 ]             |
|           |       | Віктор Родон                           | 1846 — 1892                     |                |                  |          | [ 5 ]             |
|           |       | Михайло Розберг                        | 1804 — 1874                     |                |                  |          | [ 5 ]             |
|           |       | Генерал-майор Вікентій Розенфельд      | 1784 — 24 грудня 1852           | Апоплексія     | 27 грудня 1852   |          | [ 7 ]             |
|           |       | Академік Опанас Розмаріцин             | 1844 — 1917                     |                |                  |          | [ 5 ]             |
|           |       | Граф Генерал-майор Петро Розумовський  | 1775 — 18 липня 1835            |                | 21 липня 1835    |          | [ 7 ] [ 4 ]       |
|           |       | Іван Рубо                              | 1844 — 1917                     |                |                  |          | [ 5 ]             |
|           |       | Семен Ручко                            | — 1905                          |                |                  |          | [ 5 ]             |
|           |       | Професор Олександр Ристенко            | 1880 — 1915                     |                |                  |          | [ 5 ]             |

## С
| Пам'ятник | Особа | Ім'я                                           | Роки життя                                          | Причина смерті             | Дата поховання     | Коментар | Пр.               |
| --------- | ----- | ---------------------------------------------- | --------------------------------------------------- | -------------------------- | ------------------ | -------- | ----------------- |
|           |       | Генерал від інфантерії Іван Сабанєєв           | 30 січня 1770 — 25 серпня 1829                      |                            | 3 грудня 1829      |          | [ 5 ] [ 7 ] [ 4 ] |
|           |       | Микола Савич                                   | 1808 — 1892                                         |                            |                    |          | [ 5 ]             |
|           |       | Генерал-лейтенант Василь Савченко-Бальський    | 11 серпня 1821 — 8 грудня 1892                      | Порок серця                | 11 грудня 1892     |          | ()                |
|           |       | Вільгельм Санценбахер                          | 1832 — 1894                                         |                            |                    |          | [ 12 ]            |
|           |       | Граф Генерал-лейтенант Карл Сен-Прі            | 1782 — 1863                                         |                            |                    |          | [ 5 ]             |
|           |       | Професор Костянтин Сєрапін                     | 1866 — 1922                                         |                            |                    |          | [ 5 ]             |
|           |       | Аполлон Скальковський                          | 1 січня 1808 — 28 грудня 1898                       |                            | [ A 20 ]           |          | ()                |
|           |       | Віктор Скаржинський                            | 1787 — 1861                                         |                            |                    |          | [ 5 ]             |
|           |       | Фаддей Скшиван                                 | 1867 — 1917                                         |                            |                    |          | [ 5 ]             |
|           |       | Петро Сокальський                              | 1832 — 1887                                         |                            |                    |          | [ 5 ]             |
|           |       | Професор Олександр Смірнов                     | 1842 — 1905                                         |                            |                    |          | [ 5 ]             |
|           |       | Професор Михайло Смірнов                       | 1833 — 1877                                         |                            |                    |          | [ 5 ]             |
|           |       | Професор Михайло Соловйов                      | 1816 — 1856                                         |                            |                    |          | [ 5 ]             |
|           |       | Марія Сосногорова                              | 1820 — 1891                                         |                            |                    |          | [ 5 ]             |
|           |       | Професор Антоній-Франциск Спада                | 1779 — 26 квітня 1843                               |                            |                    |          | [ 5 ] [ 17 ]      |
|           |       | Петро Спіро                                    | 1844 — 1893                                         |                            |                    |          | [ 5 ]             |
|           |       | Генерал-майор Василь Стрельніков               | 1839 — 18 березня 1882                              | Вбитий Степаном Халтуріним | 21 березня 1882    |          | [ 7 ]             |
|           |       | Граф Генерал від артилерії Олександр Строганов | 31 грудня 1795 (11 січня 1796) — 2 (14 серпня) 1891 | Старість                   | 8 (20 серпня) 1891 |          | ()                |
|           |       | Микола Строганов                               | 1840 — 1897                                         |                            |                    |          | [ 5 ]             |

## Т
| Пам'ятник | Особа | Ім'я                              | Роки життя          | Причина смерті | Дата поховання | Коментар | Пр.   |
| --------- | ----- | --------------------------------- | ------------------- | -------------- | -------------- | -------- | ----- |
|           |       | Ігнац Амадеус Тедеско             | 1817 — 1882         |                |                |          | [ 5 ] |
|           |       | Граф Михайло Д. Толстой           | 1800 — 1891         |                |                |          | [ 5 ] |
|           |       | Граф Михайло М. Толстой (старший) |                     |                |                |          | [ 8 ] |
|           |       | Професор Василь Топоров           | 1819 — 1873         |                |                |          | [ 5 ] |
|           |       | Професор Олександр Трачевський    | 1838 — 1906         |                |                |          | [ 5 ] |
|           |       | Полковник Іван Третеський         | 1789 — 6 липня 1853 |                | 8 липня 1853   |          | [ 7 ] |

## У
| Пам'ятник | Особа | Ім'я                   | Роки життя  | Причина смерті | Дата поховання | Коментар | Пр.   |
| --------- | ----- | ---------------------- | ----------- | -------------- | -------------- | -------- | ----- |
|           |       | Професор Леонтій Усков | 1869 — 1919 |                |                |          | [ 5 ] |

## Ф
| Пам'ятник | Особа | Ім'я                           | Роки життя                       | Причина смерті | Дата поховання | Коментар | Пр.          |
| --------- | ----- | ------------------------------ | -------------------------------- | -------------- | -------------- | -------- | ------------ |
|           |       | Андрій Фабр                    | 1790 — 1863                      |                |                |          | [ 5 ]        |
|           |       | Генерал-майор Ростислав Фадєєв | 28 березня 1824 — 29 грудня 1883 |                | 1 січня 1884   |          | [ 7 ] [ 8 ]  |
|           |       | Борис Фан-дер-Фліс             | 4 квітня 1762 — 16 березня 1846  |                |                |          | [ 5 ] [ 18 ] |
|           |       | Професор Лев Фєдєров           | — 1908                           |                |                |          | [ 5 ]        |
|           |       | Генерал-лейтенант Єгор Ферстер | 1756 — 1823                      |                |                |          | [ 5 ]        |
|           |       | Ілля Фраполлі                  | — 1862                           |                |                |          | [ 5 ]        |

## Х
| Пам'ятник | Особа | Ім'я                        | Роки життя  | Причина смерті | Дата поховання | Коментар | Пр.         |
| --------- | ----- | --------------------------- | ----------- | -------------- | -------------- | -------- | ----------- |
|           |       | Професор Чеслав Хенцінський | 1851 — 1916 |                |                |          | [ 5 ]       |
|           |       | Ромуальд Хойнацький         | 1818 — 1885 |                |                |          | [ 5 ]       |
|           |       | Віра Холодна                | 1893 — 1919 |                | 19 лютого 1919 |          | [ 8 ] [ 5 ] |

## Ц
| Пам'ятник | Особа | Ім'я                    | Роки життя  | Причина смерті | Дата поховання | Коментар | Пр.   |
| --------- | ----- | ----------------------- | ----------- | -------------- | -------------- | -------- | ----- |
|           |       | Микола Цакні            | 1851 — 1904 |                |                |          | [ 5 ] |
|           |       | Професор Петро Цитович  | 1844 — 1913 |                |                |          | [ 5 ] |
|           |       | Ганна Цомакіон          | — 1912      |                |                |          | [ 5 ] |
|           |       | Професор Федір Цомакіон | 1848 — 1887 |                |                |          | [ 5 ] |

## Ч
| Пам'ятник | Особа | Ім'я                  | Роки життя       | Причина смерті | Дата поховання | Коментар | Пр.          |
| --------- | ----- | --------------------- | ---------------- | -------------- | -------------- | -------- | ------------ |
|           |       | Микола Чєрнишев       | — 31 грудня 1871 |                |                |          | [ 5 ] [ 19 ] |
|           |       | Професор Микола Чіжов | 1853 — 1910      |                |                |          | [ 5 ]        |

## Ш
| Пам'ятник | Особа | Ім'я                            | Роки життя  | Причина смерті | Дата поховання | Коментар | Пр.          |
| --------- | ----- | ------------------------------- | ----------- | -------------- | -------------- | -------- | ------------ |
|           |       | Олександр Шахматов              | 1827 — 1871 |                |                |          | [ 5 ] [ 20 ] |
|           |       | Професор Федір Швєдов           | 1840 — 1905 |                |                |          | [ 5 ] [ 21 ] |
|           |       | Микола Шевцов                   | 1832 — 1892 |                |                |          | [ 5 ]        |
|           |       | Професор Вікентій Шерцль        | 1843 — 1906 |                |                |          | [ 5 ]        |
|           |       | Генерал-майор Георгій Шестаков  | 1804 — 1882 |                |                |          | [ 6 ]        |
|           |       | Яків Шнайдер                    | —           |                |                |          | [ 1 ]        |
|           |       | Генерал-лейтенант Андрій Шостак | 1816 — 1876 |                |                |          | [ 6 ]        |
|           |       | Професор Броніслав Шпаковський  | 1851 — 1902 |                |                |          | [ 5 ]        |
|           |       | Професор Михайло Шпілєвський    | — 1883      |                |                |          | [ 5 ]        |
|           |       | Євген Шульц                     | 1829 — 1809 |                |                |          | [ 12 ]       |

## Щ
| Пам'ятник | Особа | Ім'я                  | Роки життя  | Причина смерті | Дата поховання | Коментар | Пр.   |
| --------- | ----- | --------------------- | ----------- | -------------- | -------------- | -------- | ----- |
|           |       | Професор Євген Щепкін | 1860 — 1920 |                |                |          | [ 5 ] |

## Ю
| Пам'ятник | Особа | Ім'я                       | Роки життя  | Причина смерті | Дата поховання | Коментар | Пр.   |
| --------- | ----- | -------------------------- | ----------- | -------------- | -------------- | -------- | ----- |
|           |       | Професор Владислав Юргевич | 1818 — 1898 |                |                |          | [ 5 ] |

## Я
| Пам'ятник | Особа | Ім'я                       | Роки життя            | Причина смерті | Дата поховання | Коментар | Пр.          |
| --------- | ----- | -------------------------- | --------------------- | -------------- | -------------- | -------- | ------------ |
|           |       | Професор Володимир Яковлєв | 1840 — 1896           |                |                |          | [ 5 ]        |
|           |       | Олександр Ямковський       | 1828 — 20 грудня 1885 |                |                |          | [ 5 ] [ 22 ] |
|           |       | Микола Яновський           | — 1816                |                |                |          | [ 5 ]        |
|           |       | Професор Семен Ярошенко    | 1846 — 1917           |                |                |          | [ 5 ]        |
|           |       | Володимир Ястребов         | 1830 — 1899           |                |                |          | [ 5 ]        |
|           |       | Іван Яценко                | — 1896                |                |                |          | [ 5 ]        |

## Виноски
1. ↑  За іншими даними — 1772 року. (timer, odessit)
2. 1 2 3 4 5 6 7 8 9 10 11 12 13 14 15 16 17  odessit
3. 1 2  rupor, odessit
4. ↑  Могила, прикрашена білою мармуровою колоною, була розташована навпроти головних воріт кладовища з епітафією з твору «Напрасный дар»: «Сила душі вбила життя… Вона перетворювала в пісні сльози і зітхання свої…» (рос. «Сила души убила жизнь… Она превращала в песни слёзы и вздохи свои…»). Пізніше був споруджений родовий склеп, де поховані її родичі — Віра Желіховська та Ростислав Фадєєв.
5. ↑  ofam.od.ua
6. ↑  З дозволу командувача військами генерала-ад'ютанта Анненкова в жовтні того ж року вдовою капітана Еллою Джіффард на могилі чоловіка була встановлена мармурова плита з текстом: «Тут лежать залишки Генріха Уельза Джіффарда, капітана королівського англійського флоту, який народився 24 червня 1811 року і помер 1 червня 1854 року, смерть його настала від рани, отриманої вранці 12 травня того ж року. Могила ця відвідана його вдовою» (рос. Здесь лежат останки Генриха Уэльза Джиффарда, капитана королевского английского флота, родившегося 24 июня 1811 года и умершего 1 июня 1854 года, смерть его последовала от раны, полученной утром 12 мая того же года. Могила эта была посещена его вдовой).
7. ↑  Похована в родовому склепу, де поховані її родичі — Олена Ган і Ростислав Фадєєв.
8. ↑  За іншими даними — 1844 року. (ЦВС)
9. ↑  За іншими даними — похований на Другому Християнському цвинтарі.
10. ↑  За іншими даними — 1906 року. (ЦВС)
11. ↑  За іншими даними — 1807 року. (ЦВС)
12. ↑  Похована в одній огорожі з єдинокровним братом графом Олександром Строгановим.
13. ↑  Похований в одній могилі з батьком Феліксом.
14. ↑  Похований в одній могилі з сином Михайлом. 1894 року могила була обнесена чавунною огорожею.
15. ↑  ЦВС
16. ↑  Спершу був похований в Ізмаїлі, пізніше його прах був привезений в Одесу. У деяких джерелах помилково, вказано, що син Рібоп'єра перепоховав прах батька в Олександро-Невській лаврі Санкт-Петребурга.
17. ↑  За іншими даними — 21 липня. (odessit)
18. ↑  За іншими даними — 1825 року. (Дивный)
19. ↑  Могила знаходилася за церквою Всіх Святих. Надгробок було виконано з мармуру у вигляді труни.
20. ↑  Похований в родовому склепі.
21. ↑  Похований в одній огорожі з єдинокровною сестрою Ідалією Полетікою[ru].
22. ↑  Похований в родовому склепу, де поховані його родичі — Олена Ган і Віра Желіховська.